# 直立腹水草
直立腹水草（学名：Veronicastrum kitamurae），又名高山腹水草，为玄参科腹水草属下的一个种。

## 扩展阅读
- 維基物種上的相關：直立腹水草